# Altan (band)
Altan er en irsk folkemusikgruppe, der blev dannet i County Donegal i 1987 af forsanger Mairéad Ní Mhaonaigh og hendes mand Frankie Kennedy. Gruppen er hovedsageligt påvirket af traditionel musik Donegal på irsk og de har solgt over 1 million albums.
Gruppen var den første traditionelle irske gruppe, der skrev kontrakt med et stort pladeselskab, da de fik kontrakt med Virgin Records i 1994. Gruppen har samarbejdet med Dolly Parton, Enya, The Chieftains, Bonnie Raitt, Alison Krauss og mange andre.

## Gruppemedlemmer 2020
- Mairéad Ni Mhaonaigh
- Ciarán Curran
- Martin Kelly
- Daithi Sproule
- Martin Tourish

## Diskografi

### Frankie Kennedy and Mairéad Ní Mhaonaigh albums
- Ceol Aduaidh (Music of the North) (1983)
- Altan (1987)

### Altan albums

#### Studiealbums
- Horse with a Heart (1989)
- The Red Crow (1990)
- Harvest Storm (1992)
- Island Angel (1993)
- Blackwater (1996)
- Runaway Sunday (1997)
- Another Sky (2000)
- The Blue Idol (2002)
- Local Ground (2005)
- 25th Anniversary Celebration (2010)
- Gleann Nimhe – The Poison Glen (2012)
- The Widening Gyre (2015)
- The Gap Of Dreams (2018)

#### Livealbums
- The Best of Altan (1997)

#### Opsamlingsalbum
- The First Ten Years (1986–1995) (1995)
- The Best of Altan (1997)
- Altan's Finest (2000)
- Once Again 1987–93 (2000)
- The Best of Altan: The Songs (2003)

Forskellige liveopsamlinger med Atlan
- Cambridge Folk Festival – A Celebration of Roots Music 1998–99 (2000)
- Cool as Folk (2007)